# 豊門町
豊門町（ほうもんちょう）は、愛知県名古屋市南区の地名。

## 歴史

### 町名の由来
豊田地区の門にあたることによるという。

### 沿革
- 1924年（大正13年） - 図書土地設立[2]。
- 1925年（大正14年） - 豊栄土地設立[2]。
- 1936年（昭和11年）11月1日 - 南区豊田町・熱田東町の各一部により、同区豊門町が成立[3]。
- 1942年（昭和17年）4月15日 - 南区豊田町の一部を編入する[3]。
- 1943年（昭和18年） - 内田橋保健所設置[2]。
- 1944年（昭和19年） - 内田橋保健所が南保健所と改称[2]。
- 1950年（昭和25年） - 南保健所が北内町に移転[2]。
- 1985年（昭和60年）11月3日 - 南区内田橋一丁目・内田橋二丁目にそれぞれ編入され消滅[3]。